# Saloca khumbuensis
Saloca khumbuensis là một loài nhện trong họ Linyphiidae.
Loài này thuộc chi Saloca. Saloca khumbuensis được Jörg Wunderlich miêu tả năm 1983.